# Macrodactylus carrilloi
Macrodactylus carrilloi är en skalbaggsart som beskrevs av Arce-pérez och Moron 2000. Macrodactylus carrilloi ingår i släktet Macrodactylus och familjen Melolonthidae. Inga underarter finns listade i Catalogue of Life.